# Daiyō kangoku
Daiyō kangoku (代用監獄) est le terme légal japonais pour désigner les « prisons de substitution » au Japon, qui sont des centres de détention maintenus par la police et non par l'administration pénitentiaire. Elles permettent à la police de conserver les suspects sous surveillance et de continuer à les interroger. Après l'expiration des 72 heures de garde à vue, un juge peut prolonger cette détention de dix jours à la demande de l'accusation, puis de dix jours supplémentaires, soit un maximum de vingt-trois jours que le suspect aura passé entre les mains de la police. L'objectif de ces détentions est le plus souvent d'obtenir une confession du crime.
Un individu peut y être détenu pendant 23 jours sans avoir pleinement accès à un avocat.
Dans une publication de 2005, Amnesty International affirme que le système de justice japonais tend à accorder une grande confiance aux aveux dont certains seraient obtenus sous la contrainte. Elle rapporte des abus physiques et de privation de sommeil, de nourriture, d'eau et d'hygiène intime qu'auraient subis des condamnés. Les ONG se préoccupent également du rapport entre le traitement médiatique et l'impartialité de la justice. La recherche du sensationnalisme influerait sur la perception de l'opinion publique et occulterait ainsi les droits élémentaires de l'accusé à avoir un procès équitable.